# Henryk Lasocki
Henryk Lasocki (ur. 22 lipca 1822 w Osieku, zm. 7 września 1899 w Paryżu) – uczestnik powstania 1848 roku, członek Towarzystwa Demokratycznego Polskiego w Metzu w 1848 roku. Przebywał w Brukseli.
Pochowany na Cmentarzu Les Champeaux w Montmorency.